# Kader Aggad
Kader Aggad es un escultor argelino, nacido en 1938 y  residente en Alemania.

## Vida y obras
Kader Aggad nació en Relizane en el año 1938. Reside en Alemania, concretamente en la ciudad de Minden, Renania del Norte.  
Durante su infancia coincidió con el pintor  Mohamed Issiakhem,  que era en ese momento su vecino y jefe de grupo en las filas del Movimiento Scout. Durante la revolución armada fue encarcelado por las autoridades coloniales, y se vio obligado a emigrar a Aviñón . Posteriormente se traslada a Alemania. Allí conoció al iescritor  Kateb Yacine. Desde los primeros años de la independencia , Kader Aggad formó parte del personal de la primera embajada de la joven República de Argelia en Bonn, y a partir de 1965, siendo alumno durante tres años de la Escuela de Fotografía en la capital República Federal de Alemania. Tras un accidente de tráfico regresó a Orán donde desempeñó su labor como fotógrafo. En 1972, regresó a Alemania. En Minden asiste a unos talleres de iniciación a la escultura, que fueron el germen de su labor escultórica. 
La obra de Kader Aggad se distingue por la gran variedad de técnicas, con una marcada tendencia de temas abstractos que revelan la angustia del hombre moderno, donde el escultor ha experimentado una variedad de materiales: poliéster, cerámica, yeso , terracota, mármol, granito, arenisca, bronce, etc ... 
Entre las mejores y más conocidas obras de Kader Aggad se incluyen las siguientes:
- "tragedia humana" , grupo mixto de esculturas en mármol y yeso que son
- mural colectivo que denuncia colonización de América para conmemorar el quinto centenario en 1992
- "Transparencia" (Mármol 2002),
- "Uprising" (Bronce 1995), dedicada a la revolución argelina,
- "La tortura" ( bronce y mármol, 1995)
- "no falsa" (bronce y mármol, 1995).

En 1997, durante la presentación del music-hall de Klaus Hoffmann, basado en las canciones de Jacques Brel , las esculturas de Aggad adornaron el  vestíbulo del Teatro Schiller de Berlín. 
Su ciudad de adopción de Minden le rindió homenaje también al elegir uno de sus  "Wartend" (el que espera) para embellecer la entrada de la estación de trenes local. 